# Albina Barańska

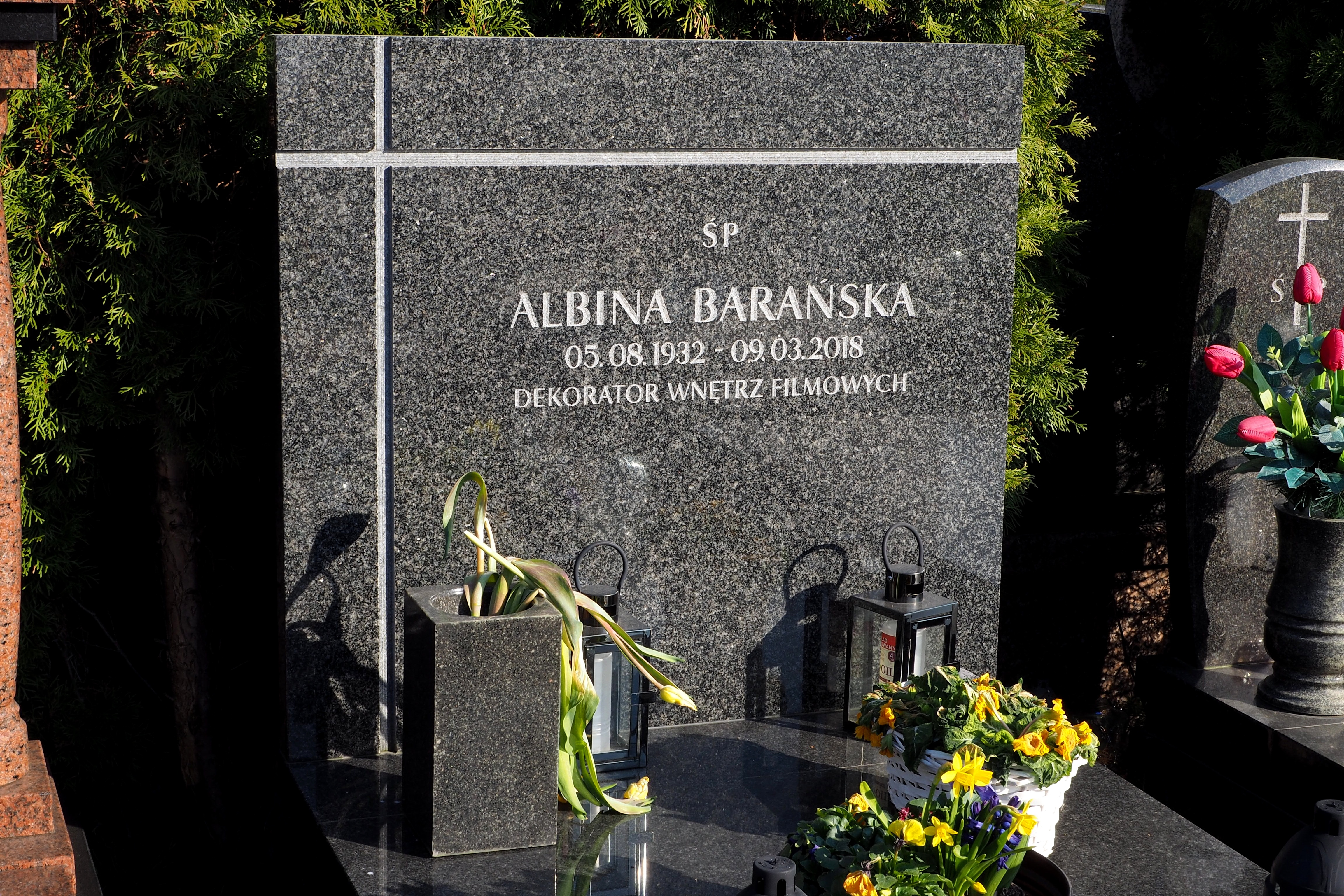
Grób Albiny Barańskiej na Cmentarzu w warszawskich Pyrach

Albina Barańska, również jako Albina Woźniak (ur. 5 sierpnia 1932 w Taganrogu, zm. 10 marca 2018 w Warszawie) – polska dekorator wnętrz, scenograf i kostiumograf filmowa. Laureatka dwóch nagród na Festiwalu Polskich Filmów Fabularnych w Gdyni. Członkini Polskiej Akademii Filmowej.

## Filmografia
jako autorka dekoracji wnętrz:
- Lalka (1977) – serial
- Rodzina Połanieckich (1978) – serial
- Kariera Nikodema Dyzmy (1980) – serial
- Był jazz (1981)
- Karate po polsku (1982)
- Kobieta z prowincji (1984)
- Prywatne śledztwo (1986)
- ESD (1986)
- Tabu (1987)
- Niezwykła podróż Baltazara Kobera (1988)
- Ostatni prom (1989)
- Kramarz (1990)
- Nad rzeką, której nie ma (1991)
- Kawalerskie życie na obczyźnie (1992)
- Przypadek Pekosińskiego (1993)
- Dwa księżyce (1993)
- Horror w Wesołych Bagniskach (1995)
- Sztos (1997)
- Ogniem i mieczem (1999)
- Fuks (1999)
- Ogniem i mieczem (2000) – serial
- Tam i z powrotem (2001)
- Sfora (2002) – serial
- Chopin. Pragnienie miłości (2002)
- Samo życie (2002−2010) – serial
- Pensjonat pod Różą (2004–2006) – serial
- Pora umierać (2007)
- Księstwo (2011)

jako autorka scenografii:
- Pora umierać (2007)

jako autorka kostiumów:
- Bokser (1966)
- Karate po polsku (1982)

## Nagrody
- 1992 – Nagroda za scenografię/dekorację wnętrz do filmu Kawalerskie życie na obczyźnie na Festiwalu Polskich Filmów Fabularnych w Gdyni[3]
- 1995 – Nagroda za dekorację wnętrz do filmu Horror w Wesołych Bagniskach na Festiwalu Polskich Filmów Fabularnych w Gdyni[4]
- 2014 – Nagroda Stowarzyszenia Filmowców Polskich za całokształt osiągnięć artystycznych